# Бару, Михаил Борисович
Михаил Борисович Бару (род. 14 октября 1958, Киев) — российский химик, поэт, переводчик, писатель-прозаик.

## Биография
Окончил Московский химико-технологический институт им. Д. И. Менделеева. Кандидат технических наук. Работал старшим научным сотрудником Филиала Института биоорганической химии в городе Пущино. С августа 2001 по февраль 2002 в качестве научного сотрудника работал в Сан-Диего (Калифорния, США). В настоящее время работает в фармацевтической промышленности.
Дебютировал публикациями юмористических стихов и прозаических миниатюр в журнале «Химия и жизнь» (1992), в этих же жанрах много публиковался в Интернете, выпустил книги иронической поэзии «Обет безбрючия» (1999), «Поджигатель жизни» (2000), «Презумпция невинности» (2002), «Обещастье» (2005).
В 2008 году выходит первая книга прозы «Один человек», состоящая из небольших лирических и иронических заметок. В 2010 выходит вторая книга прозы «Записки понаехавшего, или Похвальное слово Москве» и книга стихов «Цветы на обоях». В 2011 выходят третья книга прозы «Тридцать третье марта или Провинциальные записки» и книга юмористической прозы «Дамская визжаль». В 2014 четвёртая книга прозы «Повесть о двух головах, или Провинциальные записки». В период с 2014 по 2022 годы вышли книги прозы «Мещанское гнездо», «Вопросы буквоедения», «Непечатные пряники», «Скатерть английской королевы» и книга стихотворений «Из акварели в гравюру».
Бару является одним из наиболее известных и плодовитых авторов русского хайку (тяготея, впрочем, к ироническим и юмористическим трёхстишиям, более близким к традиционному японскому жанру сенрю). Трёхстишия Бару публиковались в специализированных альманахах хайку «Тритон» и «Хайкумена», журналах «Арион», «Волга», «Фонтан» и др. Бару также составил антологию современных русских хайку (часть её выпущена в 2004 г. в Санкт-Петербурге пятью выпусками, СПбГУТД). В 2006 году в издательстве «Красный Матрос» (СПб) вышла полная версия антологии русских хайку, сенрю и трехстиший «Сквозь тишину» (около тысячи стихотворений более ста авторов). В качестве переводчика Бару опубликовал в Интернете обширные подборки современного англоязычного хайку, представив русские версии нескольких значительных американских антологий. В 2007 вышла книга переводов англоязычных хайку «Следы птиц».
В 2011 году Михаилом Бару был учреждён и шесть лет ежегодно проводился литературный конкурс среди детей Александровского района Владимирской области.